# Sjedište Europske središnje banke
Sjedište Europske središnje banke (ESB) je poslovni kompleks zgrada u Frankfurtu na Majni u Njemačkoj, koji se sastoji od nebodera s dva tornja i bivše veletržnice (njem. Großmarkthalle) s niskom zgradom koja ih povezuje. Građevina je dovršena 2014. godine i službeno otvorena 18. ožujka 2015.
Prema Ugovorima Europske unije sjedište ESB-a treba biti u gradu Frankfurtu, najvećem financijskom središtu eurozone. Sjedište Europske središnje banke je prethodno bilo smješteno u Eurotoweru, a kako se složenost poslovanja postupno povećavala zbog pridruživanja novih država eurozoni, ESB je morala zakupiti prostore u još tri poslovne zgrade u neposrednoj blizini - Eurotheumu, Japan Centru i Neue Mainzer Straße 32–36, bivšem sjedištu Commerzbank.

## Arhitektura
Glavna poslovna zgrada, izgrađena za ESB, sastoji se od dva tornja spojena atrijem s četiri platforme. Sjeverni toranj ima 45 katova i visinu krova od 185 metara, dok Južni toranj ima 43 kata i visinu krova od 165 m. S antenom, sjeverni toranj doseže visinu od 201 m. Prostor ESB-a uključuje i Grossmarkthalle, bivšu veletržnicu izgrađenu 1926. – 1928. godine, koja je potpuno obnovljena za novu namjenu.

## Povijest

### Razvoj
Godine 1999. banka je pokrenula međunarodni arhitektonski natječaj za dizajn nove zgrade. Osvojio ga je arhitektonski ured Coop Himmelb(l)au sa sjedištem u Beču. Zgrada je po projektu visoka 185 metara (201 metar s antenom), okružena nižim sekundarnim zgradama na mjestu nekadašnje veletržnice (Großmarkthalle) u istočnom dijelu Frankfurta. Glavni građevinski radovi trebali su započeti u listopadu 2008., a završetak je bio planiran prije kraja 2011.
Izgradnja je trebala započeti ranije, ali je natječaj zaustavljen u lipnju 2008. godine, jer ESB nije uspjela pronaći izvođača koji bi gradio Skytower za dodijeljeni proračun od 500 milijuna eura pošto se natječaj odvijao na vrhuncu recesijskog balona. Godinu dana kasnije, s padom cijena ESB je pokrenuo novi natječajni postupak podijeljen u segmente.
- Zgrada Großmarkthalle (2006.)
- Arhitektonska maketa iz 2011. godine.
- Izgradnja nebodera 2012.
- Gradilište noću.

Zgrada je postala arhitektonski simbol cijele Europe i dizajnirana je da može primiti dvostruki broj osoblja koja je radila u Eurotoweru. Ukupni trošak projekta iznosio je između 1,3 i 1,4 milijarde eura, što za ukupnu površinu od 185.000 četvornih metara daje cijenu zgrade veću od 7.000 eura po četvornom metru.

### Otvorenje
Osoblje se počelo useljavati u novu zgradu u studenom 2014. a zgrada je službeno otvorena 18. ožujka 2015. Otvaranje je obilježeno trodnevnim prosvjedom koji je organizirao pokret Blockupy. Ulrich Wilken, organizator i član državne skupštine Hessea za stranku Die Linke, rekao je: „Naš prosvjed je protiv ESB-a, kao člana trojke, koji unatoč činjenici da nije demokratski izabran, ometa rad grčke vlade. Želimo da politika štednje prestane." Policija je protiv prosvjednika koristila vodene topove i suzavac, dok su demonstranti raznim predmetima gađali policiju, vatrogasce i frankfurtske tramvaje te palili automobile i barikade.

## Sporazum o sjedištu
Sjedište Europske središnje banke uživa posebnu pravnu zaštitu zajamčenu sporazumom s njemačkom vladom. Protuzakonito je ulaženje u prostorije ESB-a radi izvršenja sudskih naloga ili naloga za pretres, kao i oduzimanje pisanog materijala ili zapljena informatičke opreme. Njemačka vlada dužna je zaštititi Europsku središnju banku od uljeza, uključujući i strane agente i prosvjednike.

## Vanjske poveznice
- Dokumentarac o sjedištu ECB-a
- Informacije i video prikaz objekta na mrežnim stranicama ESB-a
- Mrežne stranice arhitektonskog studija s poveznicom na projekt